# Fußball in Costa Rica
Der Fußball in Costa Rica entwickelte sich durch die bereits 1921 eingeführte Nationalliga früh, wenngleich die erste WM-Qualifikation der Nationalmannschaft erst 1990 gelang.

## Einheimische Turniere
Die Liga de Fútbol de Primera División wird seit 1921 ausgetragen und wurde anfangs vom CS Herediano dominiert, der bis 1998, als der CD Saprissa gleichziehen konnte, mit bis dahin 21 Erfolgen Rekordmeister der costa-ricanischen Fußballliga war. Durch einen weiteren Erfolg in der darauffolgenden Saison 1998/99 war Saprissa mit 22 Titeln kurzzeitig alleiniger Rekordmeister des Landes, ehe sein langjähriger Hauptkonkurrent LD Alajuelense die Meisterschaft anschließend viermal in Folge gewann und 2003 mit dem Gewinn seines 23. Titels seinerseits alleiniger Rekordmeister wurde. Inzwischen liegt Saprissa mit 32 Titeln wieder vor Alajuelense mit 29 und Herediano mit 25 Erfolgen.

## Internationale Wettbewerbe

### Vereine
Sechsmal gewann bisher eine Mannschaft aus Costa Rica den CONCACAF Champions’ Cup. Am häufigsten gelang dies dem Rekordmeister der einheimischen Liga, Saprissa, der dreimal erfolgreich war (1993, 1995 und 2005). Im Finale des CONCACAF Champions’ Cup 2004 standen sich – zum bisher einzigen Mal – zwei Teams aus Costa Rica gegenüber. Dabei setzte sich der zweimalige Sieger LD Alajuelense (1986 und 2004) gegen seinen Erzrivalen Saprissa durch. Die dritte costa-ricanische Erfolgsmannschaft in diesem Wettbewerb stellte der CS Cartaginés, der 1994 erfolgreich war.
In vier weiteren Fällen erreichte eine Mannschaft aus Costa Rica die Finalspiele, die aber in allen Fällen gegen mexikanische Teams verloren wurden: der häufigste costa-ricanische Finalteilnehmer LD Alajuelense unterlag 1971gegen Cruz Azul (1:5), 1992 gegen América (0:1) und 1999 gegen Necaxa (1:2). Des Weiteren unterlag Saprissa 2008 gegen den CF Pachuca (1:1 und 1:2).

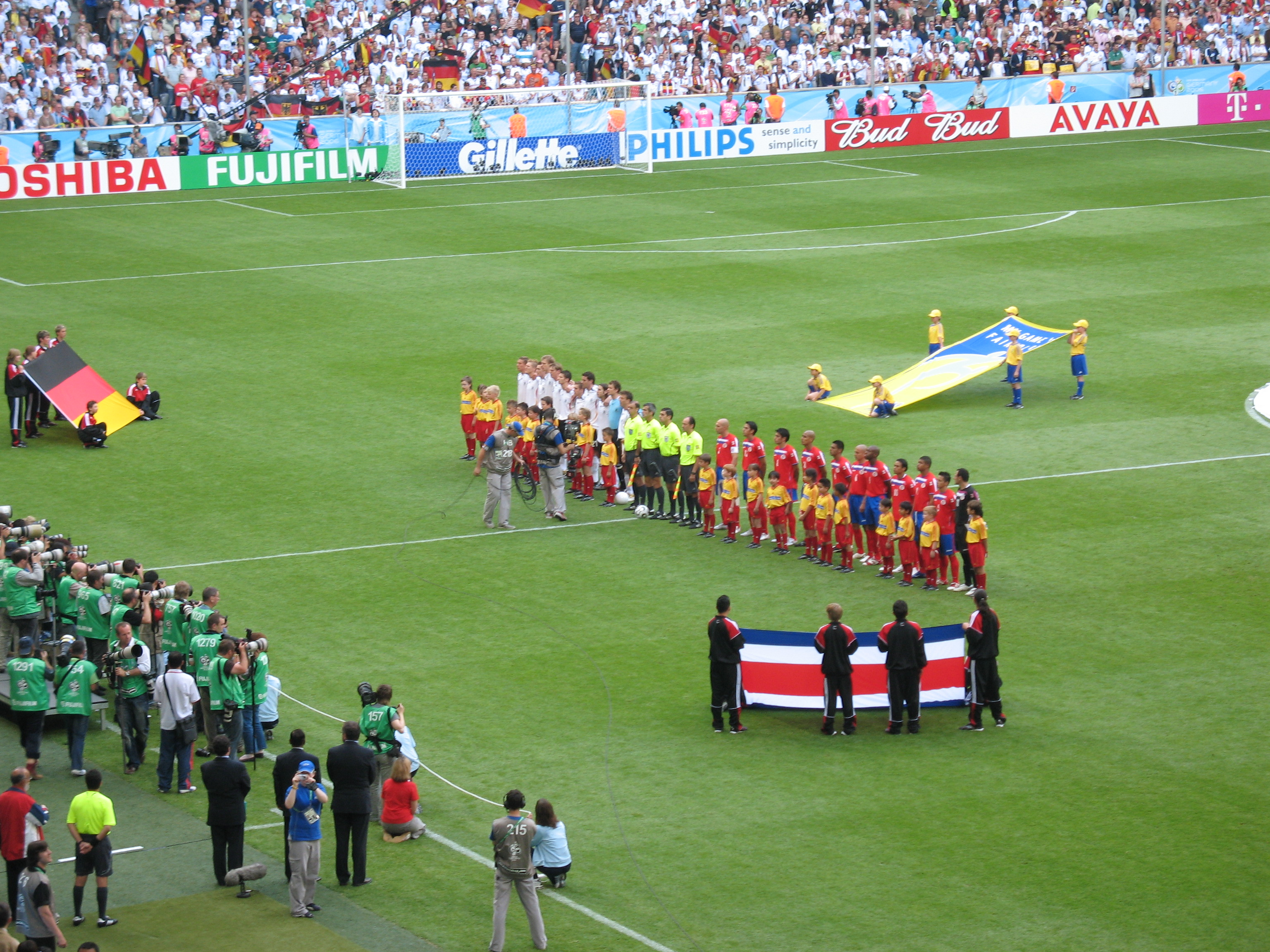
Das Eröffnungsspiel der WM 2006 wurde zwischen Deutschland und Costa Rica ausgetragen.

### Nationalmannschaft
Die costa-ricanische Fußballnationalmannschaft nahm erstmals 1958 an den Qualifikationsspielen zu einer Fußball-Weltmeisterschaft teil, wo sie ebenso wie 1962 und 1966 an Mexiko scheiterte. Als Mexiko dann für die im eigenen Land ausgetragene WM 1970 automatisch qualifiziert war, scheiterte Costa Rica in der Qualifikation ebenso gegen Honduras wie 1974, wobei Honduras sich in beiden Fällen ebenfalls nicht qualifizieren konnte.
So dauerte es bis 1990 in Italien, dass Costa Rica erstmals bei einer Fußball-Weltmeisterschaft vertreten war. Dabei überstanden die Ticos durch Siege gegen erfahrene WM-Teilnehmer wie Schweden (2:1) und Schottland (1:0) die Vorrunde und schieden erst im Achtelfinale gegen die Tschechoslowakei (1:4) aus. Die beiden nächsten WM-Teilnahmen (2002 und 2006) waren bereits nach der Vorrunde beendet, bevor 2014 das bisher beste WM-Ergebnis der Ticos erzielt wurde. Nach Siegen gegen Uruguay (3:1) und Italien (1:0) sowie einem Remis gegen England (0:0) wurde die Vorrundengruppe D gewonnen. Im Achtelfinale folgte dann ein Erfolg gegen Griechenland (5:3 im Elfmeterschießen), ehe erst im Viertelfinale gegen die Niederlande (ebenfalls im Elfmeterschießen) das WM-Aus folgte. Somit hatten die Ticos keines ihrer insgesamt fünf Spiele bei der WM 2014 während der normalen Spielzeit verloren.
Dreimal gewann die costa-ricanische Nationalmannschaft den CONCACAF-Nations-Cup: zunächst waren die Ticos bei der ersten Austragung des Wettbewerbs 1963 in El Salvador erfolgreich, bevor sie 1969 auch das erstmals im eigenen Land ausgetragene Turnier gewinnen konnten. Der dritte und bisher letzte Erfolg stellte sich 1989 ein, als der Turniersieg gleichbedeutend mit der erstmaligen WM-Qualifikation war.